# Sil van der Wees
Sil Henk Joost van der Wees (Amstelveen, 18 september 1996) is een verslaggever en journalist.

## Loopbaan
Sil van der Wees is opgegroeid in De Kwakel. Hij doorliep van 2013 tot 2019 de School voor Journalistiek aan de Hogeschool Utrecht. Tijdens zijn opleiding had hij een aantal mediagerelateerde baantjes, waaronder presentator bij de lokale omroep Rick FM. Hij liep stage op de nieuwsredactie van bij AT5 waar hij later, van 2017 tot december 2019, ook als verslaggever en redacteur werkte.
Van der Wees werkte achtereenvolgens bij 5 Uur Live en De 5 Uur Show. Daar had hij ook zijn eigen rubriek onder de titel Sil. Begin 2021 kwam Sil als redacteur in dienst bij het NOS Jeugdjournaal. Sinds juli 2022 werkt hij voor dat programma als verslaggever en sinds maart 2025 als presentator.
Van der Wees heeft een relatie met presentatrice Malou Petter.